# Asztalos Dávid
Asztalos Dávid (Cegléd, 1995. május 9. –) magyar korosztályos válogatott labdarúgó, a Kecskeméti TE játékosa.

## Statisztika
Frissítve: 2015. április 16.
| Csapat           | Szezon           | Bajnokság | Bajnokság | Kupa  | Kupa | Ligakupa | Ligakupa | Nemzetközi | Nemzetközi | Összesen | Összesen |
| Csapat           | Szezon           | Meccs     | Gól       | Meccs | Gól  | Meccs    | Gól      | Meccs      | Gól        | Meccs    | Gól      |
| ---------------- | ---------------- | --------- | --------- | ----- | ---- | -------- | -------- | ---------- | ---------- | -------- | -------- |
| MTK              | 2011–12          | 0         | 0         | 0     | 0    | 0        | 0        | -          | -          | 0        | 0        |
| MTK              | 2012–13          | 0         | 0         | 0     | 0    | 0        | 0        | -          | -          | 0        | 0        |
| MTK              | 2013–14          | 1         | 0         | 0     | 0    | 2        | 0        | -          | -          | 3        | 0        |
| MTK              | Összesen         | 1         | 0         | 0     | 0    | 2        | 0        | 0          | 0          | 3        | 0        |
| FC Ajka          | 2014–15          | 21        | 0         | 3     | 1    | 5        | 0        | -          | -          | 2        | 0        |
| FC Ajka          | Összesen         | 21        | 0         | 3     | 1    | 5        | 0        | 0          | 0          | 29       | 1        |
| Karrier összesen | Karrier összesen | 22        | 0         | 3     | 1    | 7        | 0        | 0          | 0          | 32       | 1        |

## További információ
- Asztalos Dávid MLSZ
- Asztalos Dávid Transfermarkt
- hlsz.hu